# Philippe Esnol
Philippe Esnol, né le 2 avril 1954 à Boulogne-Billancourt, est un homme politique français.
Membre de La République en marche depuis 2016 et anciennement du Parti socialiste et du Parti radical de gauche, il est maire de Conflans-Sainte-Honorine de 2001 à 2014 et sénateur des Yvelines de 2011 à 2017.

## Biographie
- Maîtrise de droit (faculté Paris-II) et diplômé de l'Institut supérieur d'interprétariat et traduction (anglais, espagnol)
- 1986-1988 : analyste Kepler Consultant, cabinet de conseil en organisation auprès des PME-PMI
- 1988-1990 : directeur de cabinet du maire de Plaisir
- 1990-1994 : directeur de cabinet du maire de Conflans-Sainte-Honorine
- 1995-1998 : attaché parlementaire de Michel Rocard au Sénat
- 1986-2013 : militant à la section de Conflans-Sainte-Honorine
- 1992-1995 : secrétaire de section de Conflans-Sainte-Honorine
- 1995-1998 : premier adjoint au maire de Conflans puis conseiller municipal de 1998 à 2001
- 1998-2011 : membre du conseil général des Yvelines
- 2001-2014 : maire de Conflans-Sainte-Honorine
- 2011-2017 : sénateur des Yvelines

Anciennement proche de Jean-Paul Huchon, ancien maire de Conflans-Sainte-Honorine et ancien président du conseil régional d'Île-de-France, ainsi que de l'ancien Premier ministre Michel Rocard, ancien maire de Conflans-Sainte-Honorine, ancien conseiller général des Yvelines et ancien sénateur, il rejoint le PRG en 2013. Il est également proche de Pierre Cassen et du site web Riposte laïque, avec qui il organise une conférence à Conflans-Sainte-Honorine en mai 2009.
En 2002, il est candidat à l'élection législative dans la 7e circonscription des Yvelines contre le sortant Pierre Cardo et est battu.
Il est membre de l'équipe de campagne de Manuel Valls dans le cadre de la primaire visant à désigner le candidat socialiste à l'élection présidentielle de 2012.
En octobre 2013, il annonce qu'il quitte le Parti socialiste pour rejoindre le Parti radical de gauche et le groupe RDSE au Sénat. Parmi ses motivations, il évoque de nombreux désaccords avec le parti, et dénonce un « parti d'apparatchiks » et l'attitude de son premier secrétaire, Harlem Désir, notamment sur l'affaire Leonarda. En rupture avec la gauche francilienne, il annonce son soutien à Valérie Pécresse, candidate de la droite et du centre aux élections régionales de décembre 2015.
En juillet 2016, il adhère au mouvement « En marche ! » d'Emmanuel Macron.
En août 2017, il annonce se représenter aux élections sénatoriales. Il ne reçoit cependant pas l'investiture LREM qui va à Martin Lévrier et se présente sous l'étiquette « majorité présidentielle », mais la liste « Ensemble pour notre territoire » qu'il mène est battue et ne remporte aucun siège.

## Détail des mandats et fonctions
- 1998-2011 : membre du conseil général des Yvelines, remplacé par sa femme Fanny Ervera
- 2001-2014 : maire de Conflans-Sainte-Honorine
- 1er octobre 2011 - 1er octobre 2017 : sénateur des Yvelines